# Entrée et traversée d'agglomération

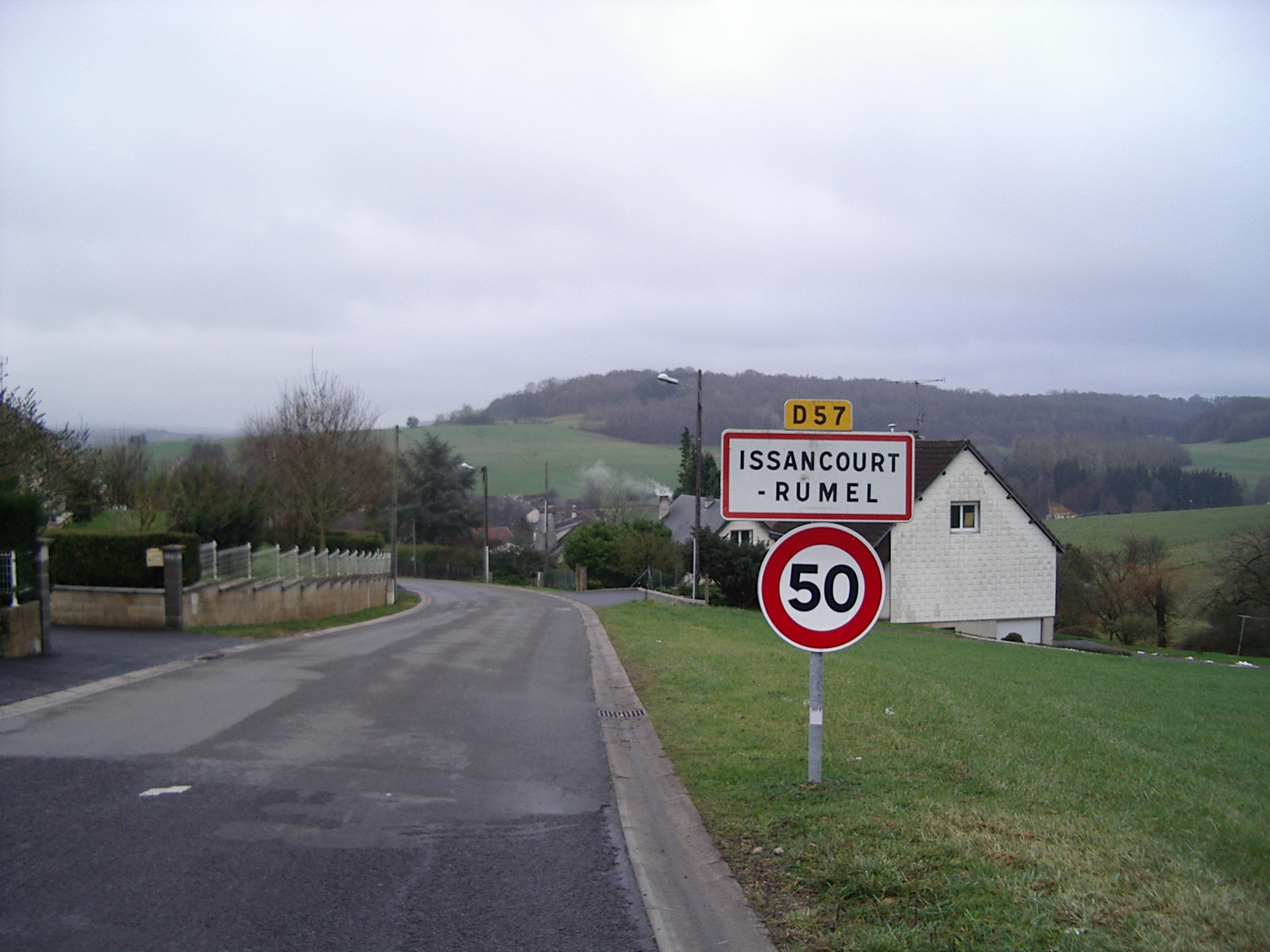
For the purpose of the French highway code (code de la route), built-up area entry is signaled at Issancourt-et-Rumel, Ardennes.

Dans la réglementation routière, le concept d'entrée et traversée d'agglomération ou de route urbaine conditionne les règles de la route applicables, notamment en termes de limitation de vitesse. Dans ce contexte, le conducteur peut, en France comme dans de nombreux pays, reconnaître l’agglomération à l'aide des panneaux d’entrée et de sortie de ladite agglomération.

## Terminologie
Il existe plusieurs définitions de la notion d’agglomération, en France tout au moins. Celle retenue en matière d’aménagement est donnée par l’article R110-2 du code de la route : « Le terme agglomération désigne un espace sur lequel sont groupés des immeubles bâtis rapprochés et dont l’entrée et la sortie sont signalées par des panneaux placés à cet effet le long de la route qui la traverse ou qui la borde ».
Il s’agit donc bien de la zone comprise entre les panneaux d’entrée et de sortie. C’est ce qui conditionnera le type des aménagements, mais c’est aussi ce qui induira ou non les procédures de concertation publique.
En matière de gestion de la route et plus particulièrement en matière de publicité, la notion est plus extensive. Ainsi, en vertu de l’article L581-7 du code de l’environnement, toute publicité est interdite hors agglomération, sauf création d’une zone de publicité autorisée. Mais, la jurisprudence fait apparaître que, dans ce cas-là, on considère comme agglomération la zone d’habitat continu. Ainsi, un panneau publicitaire au-delà des plaques d’agglomération ne sera pas en infraction si l’habitat continu se prolonge au-delà de la plaque.
Mais, même dans le cas de la définition du code de la route, il y a aussi des interprétations délicates, c’est en particulier le cas des hameaux et lieux-dits, qui regroupent des immeubles bâtis peu nombreux et diffus. Ceux-ci doivent être étudiés au cas par cas.

## Historique
La jurisprudence de 1907, basée sur la loi du 5 avril 1884, considère qu'un maire ne peut réglementer la limitation de vitesse que dans les agglomérations de la commune, ou sur les routes qui n’appartiennent pas à la grande voirie. Elle se base sur des articles de la loi du 5 avril 1884, dont l'article 97 donne aux maires tous pouvoirs pour la sûreté et la commodité de passage sur les voies publiques du ressort de la commune, dont l'article 98 donne aux maires les pouvoirs de police au seul intérieur des agglomérations. Le jugement conclut qu'un seul groupe de maisons entouré d'une grille et situé d'un seul côté de la route peut constituer une agglomération, mais que la route ne traverse pas cette agglomération.
Dès les années 1907 et 1908, les publications thématiques des automobilistes s’enquièrent de savoir où commencent et ou se terminent les agglomérations.
En 1922, le mot agglomération est déjà utilisé dans la nouvelle législation du code de la route de 1922. Par exemple, l'article 25 limite l’utilisation de l'avertisseur sonore dans les agglomérations.
En 1923, le mot agglomération est déjà utilisé dans la législation du code de la route de 1923. Par exemple, l'article 10 aborde des règles de carrefours spécifiques aux agglomérations.
En 1954, le mot agglomération est déjà utilisé dans la législation du code de la route de 1954.
En 1968, le concept d'agglomération au sens du code de la route s'ancre internationalement dans les deux conventions de Vienne de 1968 sur la circulation routière et sur la signalisation routière. Il y correspond au concept britannique de built-up area. Ce concept d'agglomération y est défini comme une zone dont l'entrée et la sortie sont spécifiquement marquées avec une possibilité de variante nationale. 
En 2010, le concept d'agglomération au sens du code de la route s'ancre mondialement dans le cadre du "Plan mondial pour la Décennie d’action pour la sécurité routière 2011-2020" (sic), l'ONU met en place un indicateur du nombre de pays qui ont fixé des limitations de vitesse adaptées au type de voie de circulation (en agglomération, hors agglomération, sur autoroute).
De nos jours, de nouvelles appellations sont utilisées dans différentes situations. Pour des raisons de cohérence des statistiques internationales, un similaire concept de route urbaine — pour dire Route à l’intérieur d’une agglomération — est défini par les glossaires harmonisés de l'Eurostat, de l'Union européenne, de l'OCDE et de la CEE-ONU. Au titre de son appartenance au glossaire, ce concept bénéficie notamment de sa traduction dans les différentes langues officielles de l'Union européenne. Dans l'Union européenne, ce concept est utilisé pour compter chaque année la mortalité routière à l'intérieur et à l'extérieur des agglomérations, ainsi que dans une logique de limitation de vitesse usuellement de 50 km/h, ou moins à l'Ouest.

## Problématique de sécurité
En France, l’agglomération porte une problématique de sécurité particulière :
Deux tiers des accidents corporels se déroulent en agglomération, mais un tiers des personnes tuées sur la route le sont en agglomération.
En 2018, en France, 963 personnes sont tuées à la suite d'un accident en agglomération au sens du code de la route. Ainsi, 30 % de la mortalité routière se produit en agglomération.
A temps de trajet équivalent, un usager de deux-roues motorisé a 60 fois plus de risque d’être hospitalisé qu’un automobiliste, un cycliste trois fois plus, un piéton un peu moins.
Selon la sécurité routière, les cinq principaux facteurs de risque d'accident mortel en agglomération sont : l'alcool, la vitesse (en particulier celle des motos), l'inexpérience de la conduite en agglomération, la détention récente du véhicule, et les masques de visibilité.

## Aménagements urbains en France
En théorie, l'entrée de l'agglomération devrait apparaître nettement lors du passage de la rase campagne à l'espace aggloméré. En pratique, la densité d'agglomération s’accroît progressivement et temporellement ce qui la rend difficile à appréhender pour certains conducteurs.

### Traversée des hameaux et lieux-dits
En principe, comme il ne s’agit pas d’agglomération au sens du code de la route, ces traversées doivent être traitées comme de la rase-campagne. Mais il est évident que les aspects sécuritaires doivent être étudiés de près et notamment :
- Vérifier que les traversées de piétons soient clairement visibles,
- Faire apparaître par l’aménagement la présence des accès riverains et des éventuels carrefours avec des voies secondaires,
- Prévoir des aménagements de sécurité spécifiques, visant en particulier à protéger les piétons des flux de véhicules (accotements, trottoirs, etc.),
- Étudier la possibilité de mettre en place une zone à 70 km/h, à condition que l’environnement de la route incite à réduire sa vitesse et à respecter cette limitation,
- Limiter l’extension du hameau, bien que dans ce dernier cas seul le document d’urbanisme permette de contraindre l’extension de l’urbanisation.

### Entrée des petites et moyennes agglomérations
Il s’agit de marquer clairement l’entrée de l’agglomération en rendant perceptible pour l’usager la frontière entre environnement rural et environnement urbain.
L’usager ne respectera la limitation de vitesse en agglomération (50 km/h en France) que s'il a conscience de changer d’environnement. De nombreux aménagements se sont développés ces dernières années en France en entrées de petites agglomérations : des effets de porte avec des plantations denses, des aménagements spécifiques comme des chicanes ou comme un giratoire. Mais cet aménagement seul ne suffit pas, l’environnement doit être densifié après l’entrée de l’agglomération sinon, immanquablement, l’usager reprendra de la vitesse.

### Traversée des petites et moyennes agglomérations
L’aménagement de la traversée ne répond à aucune norme. Une étude spécifique commençant par un diagnostic des espaces, des flux et du fonctionnement général doit être faite.
Mais avant de lancer l’étude, les objectifs d’aménagement doivent être bien définis. Il importe de savoir si l’on cherche à résoudre un problème spécifique (sécurité, nuisances, etc.), à prévenir une évolution défavorable (augmentation de trafic par exemple) ou à atteindre un objectif volontariste relatif à l’image de la ville ou à la qualité du cadre urbain. Dans tous les cas il est souhaitable d’associer le plus largement la commune (quand ce n’est pas elle qui est maître d’ouvrage de l’aménagement).
Dans la définition du projet, la démarche d’étude doit s’inscrire dans une double logique :
- Une logique architecturale : il s’agit d’harmoniser les formes et les matières avec les fonctions et usages de l’espace public,
- Une logique de lisibilité de l’espace pour le conducteur en transit afin qu’en particulier l’usager perçoive bien qu’il est en agglomération.

### Entrées d’agglomérations importantes
Les agglomérations importantes ont souvent vu se développer à leur périphérie des zones d’activités et commerciales parfois non maîtrisées.
Il convient toujours que l’usager perçoive bien le franchissement entre le non-urbain et l’urbain. Mais la gestion des différents flux traversiers et l’amélioration de la qualité de l’environnement doivent être privilégiées.

### Déviations d’agglomérations
Une déviation est une infrastructure non urbaine qui permet au trafic de transit de contourner l’agglomération.
Il convient de distinguer les déviations de certaines rocades, qui assurent, autour d’agglomérations souvent plus importantes, à la fois des fonctions de liaison entre quartiers et des fonctions d’écoulement de trafic de transit.
L’aménagement des déviations relève des recommandations d’aménagements en rase-campagne. Néanmoins, une attention particulière doit être apportée aux échanges qui se font dans la plupart des cas à niveau.

### Origine du texte
- Cet article est partiellement ou en totalité issu du site Cours de génie civil - année 2007-2008, Hervé Brunel , le texte ayant été placé par l’auteur ou le responsable de publication sous la licence de documentation libre GNU ou une licence compatible.

### Autres références
1. ↑  « L'Automobile en Seine-et-Oise : revue mensuelle : organe du Club automobile de Seine-et-Oise », sur Gallica, 5 juin 1907 (consulté le 26 juillet 2020).
2. ↑  « Bulletin officiel du Ministère de l'intérieur », sur Gallica, 1907 (consulté le 26 juillet 2020).
3. ↑  « Code de la route. (Décret du 31 décembre 1922 et décrets subséquents). Mis à jour au 31 décembre 1928, suivi des lois, règlements et circulaires touchant les impôts que paient les automobiles, la détermination de la puissance fiscale des moteurs, les réquisitions militaires, les permis de conduire et autres questions relatives à la circulation », sur Gallica, 1928 (consulté le 26 juillet 2020).
4. ↑  « Code de la route », sur Gallica, 1923 (consulté le 26 juillet 2020).
5. ↑  « Code de la route [1954] . Recueil des décret, arrêtés et circulaire réglementant la circulation. [Ministère des Travaux publics, des transports et du tourisme. 10 juillet-2 août 1954.] 2e édition », sur Gallica, 1954 (consulté le 26 juillet 2020).
6. ↑  https://www.who.int/roadsafety/decade_of_action/plan/french_global_plan.pdf
7. ↑  https://ec.europa.eu/eurostat/ramon/coded_files/transport_glossary_4_ed_FR.pdf
8. 1 2 3 4  « Bilan de l'accidentalité routière de l'année 2018 », sur onisr.securite-routiere.interieur.gouv.fr.
9. ↑  « Agglomération », sur securite-routiere-az.fr (consulté le 12 novembre 2023).